# Laistrygonen

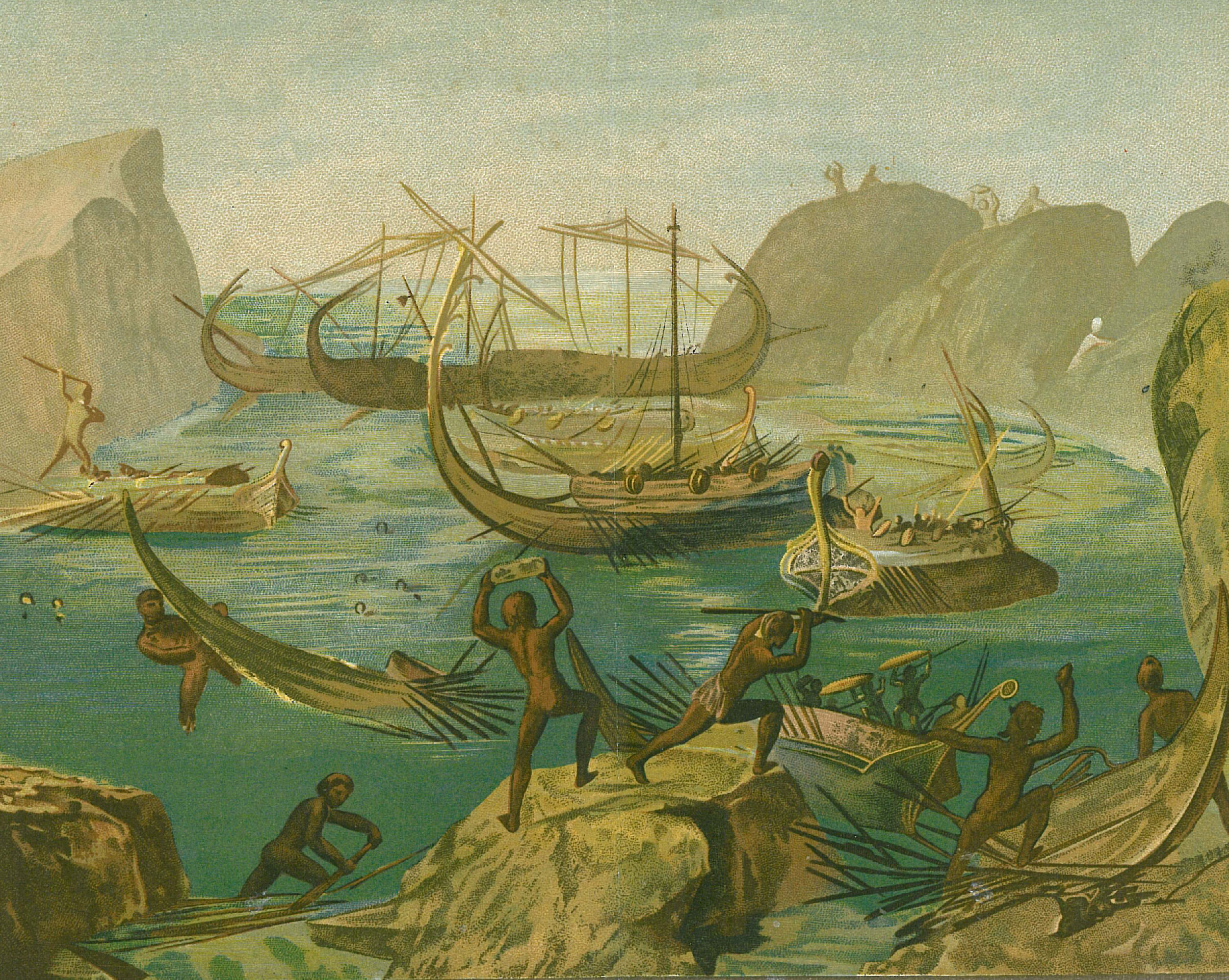
Odysseus bij de Laistrygonen.

Laistrygonen (Gr.) of Laestrygones (Lat.) is een volk uit de Griekse mythologie. Het volk bestond uit mensenetende reuzen die Odysseus op weg naar zijn huis op Ithaka tegenkomt. Hun leider was Lamus en bij Telepylos vernietigden ze met rotsblokken elk schip dat met Odysseus meevoer, behalve het schip van hemzelf. De Laistrygonen slachtten de opvarenden en aten deze op. Dit oude Griekse volk zijn kannibalistische reuzen. Ze komen in vele boeken voor zoals in Percy Jackson en de Olympiers (de zee van monsters, deel 2 en deel 4).
- Bibliothèque nationale de France: cb122729486 (data)
- Système universitaire de documentation: 078600650
- Virtual International Authority File: 211921309